# 中国驻巴基斯坦大使列表
本列表为中華人民共和國驻巴基斯坦历任大使名录。

## 历任中国驻巴基斯坦大使

### 中华人民共和国驻巴基斯坦大使（1951年至今）
1951年5月21日，中华人民共和国与巴基斯坦正式建交，并开始派遣驻巴基斯坦大使。
| 姓名   | 任命           | 任命           | 到任           | 递交国书       | 免职           | 免职           | 离任          | 外交衔级 | 外交职务     | 备注     |
| 姓名   | 全国人大常委会 | 主席           | 到任           | 递交国书       | 全国人大常委会 | 主席           | 离任          | 外交衔级 | 外交职务     | 备注     |
| ------ | -------------- | -------------- | -------------- | -------------- | -------------- | -------------- | ------------- | -------- | ------------ | -------- |
| 郑为之 | 不適用         | 不適用         | 1951年6月27日  |                | 不適用         | 不適用         | 1951年9月     | 参赞     | 临时代办     | 筹备开馆 |
| 韩念龙 | 1951年9月3日   | 1951年5月21日  | 1951年9月2日   | 1951年9月10日  | 1955年11月10日 | 1956年2月28日  | 1956年2月     | 大使     | 特命全权大使 |          |
| 耿飚   | 1955年11月10日 | 1956年2月28日  | 1956年3月22日  | 1956年4月10日  | 1959年8月26日  | 1959年12月29日 | 1959年10月    | 大使     | 特命全权大使 |          |
| 丁国钰 | 1959年8月26日  | 1959年12月29日 | 1960年1月29日  | 1960年2月10日  | 1966年7月7日   | 1966年7月18日  | 1966年7月15日 | 大使     | 特命全权大使 |          |
| 章文晋 | 1966年7月7日   | 1966年7月18日  | 1966年8月19日  | 1966年8月23日  | 不適用         | 不適用         | 1967年1月     | 大使     | 特命全权大使 |          |
| 徐英   | 不適用         | 不適用         | 1967年1月      | 不適用         | 不適用         | 不適用         | 1969年6月     | 参赞     | 临时代办     |          |
| 张彤   | 不適用         | 不適用         | 1969年6月8日   | 1969年6月12日  | 不適用         | 不適用         | 1974年8月18日 | 大使     | 特命全权大使 |          |
| 陆维钊 | 不適用         | 不適用         | 1974年9月13日  | 1974年9月17日  | 1979年4月3日   | 不適用         | 1979年4月22日 | 大使     | 特命全权大使 |          |
| 徐以新 | 1979年4月3日   | 不適用         | 1979年8月3日   | 1979年8月9日   | 1981年11月26日 | 不適用         | 1982年4月     | 大使     | 特命全权大使 |          |
| 温业湛 | 1981年11月26日 | 不適用         | 未到任         | 不適用         | 1982年8月23日  | 不適用         | 不適用        | 大使     | 特命全权大使 |          |
| 王传斌 | 1982年8月23日  | 不適用         | 1982年7月      | 1982年7月28日  | 1986年6月25日  | 1987年1月3日   | 1986年11月    | 大使     | 特命全权大使 |          |
| 田丁   | 1986年6月25日  | 1987年1月3日   | 1986年12月     | 1986年12月2日  | 1991年3月2日   | 1991年4月25日  | 1991年4月     | 大使     | 特命全权大使 |          |
| 周刚   | 1991年3月2日   | 1991年4月25日  | 1991年5月      | 1991年5月18日  | 1994年12月29日 | 1995年4月14日  | 1995年3月     | 大使     | 特命全权大使 |          |
| 张成礼 | 1994年12月29日 | 1995年4月14日  | 1995年4月      | 1995年5月8日   | 1998年4月29日  | 1999年3月12日  | 1999年1月     | 大使     | 特命全权大使 |          |
| 陆树林 | 1998年4月29日  | 1999年3月12日  | 1999年1月      | 1999年2月10日  | 2001年10月27日 | 2002年5月14日  | 2002年4月     | 大使     | 特命全权大使 |          |
| 张春祥 | 2001年10月27日 | 2002年5月14日  | 2002年4月      |                | 2006年6月29日  | 2007年3月9日   | 2007年2月     | 大使     | 特命全权大使 |          |
| 罗照辉 | 2006年6月29日  | 2007年3月9日   | 2007年3月5日   | 2007年4月10日  | 2010年4月29日  | 2010年8月6日   | 2010年6月11日 | 大使     | 特命全权大使 |          |
| 刘健   | 2010年4月29日  | 2010年8月6日   | 2010年6月28日  | 2010年7月1日   | 2013年2月27日  | 2013年7月2日   | 2013年5月     | 大使     | 特命全权大使 |          |
| 孙卫东 | 2013年2月27日  | 2013年7月2日   | 2013年6月10日  | 2013年6月27日  | 2017年9月1日   | 2017年12月14日 | 2017年10月    | 大使     | 特命全权大使 |          |
| 姚敬   | 2017年9月1日   | 2017年12月14日 | 2017年11月16日 | 2017年12月21日 | 2020年8月11日  | 2020年11月5日  | 2020年9月     | 大使     | 特命全权大使 |          |
| 农融   | 2020年8月11日  | 2020年11月5日  | 2020年10月22日 | 2020年11月3日  |                | 2023年10月8日  | 2023年1月     | 大使     | 特命全权大使 |          |
| 姜再冬 |                | 2023年10月8日  | 2023年9月5日   | 2023年9月12日  | 现任           |                |               | 大使     | 特命全权大使 |          |